# Шараїва
Шараїва (араб. شَرَاعِوَة) — острів у Катарі. Він розташований у східній частині країни, на 80 км на схід від Дохи, столиці країни.